# Erick Fú
Erick Fú Lanza (Tegucigalpa, M. D. C., Francisco Morazán 17 de junio de 1964) es un exfutbolista hondureño. Su posición fue la de mediocampista y anunció su retiro del fútbol en el año 1997.

## Biografía
Erick Fú nació en Tegucigalpa, M. D. C. del departamento de Francisco Morazán, el 17 de junio de 1964, creció junto a sus hermanas y sus padres, entró a las fuerzas básicas del Club Deportivo Olimpia cuando era niño, con este equipo Erick Fú creció profesionalmente.
En la actualidad Erick Fú reside en la ciudad de San Pedro Sula junto a su esposa y sus hijos, se mudó a esta ciudad después de haber anunciado su retiro del fútbol en el año 1997.
Erick Fú actualmente radica como comentarista deportivo en el programa televisivo Sport 504 junto a otros exfutbolistas como Luis Guifarro, Gregorio Serrano y Edgardo Simovic.

## Trayectoria

### Club Deportivo Olimpia
Erick Fú entró a las fuerzas básicas del Club Deportivo Olimpia desde que era un niño, con este equipo Erick Fú estuvo por varias temporadas con el club merengue salió de este equipo en el año 1994, luego pasó a formar parte del Club Deportivo Victoria de La Ceiba.

### Club Deportivo Victoria
En el año 1994, Erick Fú llega al Club Deportivo Victoria, equipo con el que fue campeón en el año 1995 y en el cual anunció su retiro del fútbol profesional en año 1997.

## Selección nacional
Erick Fú disputó 10 partidos amistosos con la Selección de fútbol de Honduras, no logró marcar goles, hizo su debut en el año 1992. Disputó un partido eliminatorio con la Selección de fútbol de Honduras.

## Clubes
| Club                    | País     | Año         |
| ----------------------- | -------- | ----------- |
| Club Deportivo Olimpia  | Honduras | 1987 - 1994 |
| Club Deportivo Victoria | Honduras | 1994 - 1997 |